# Neoromicia flavescens
Neoromicia flavescens és una espècie de ratpenat de la família dels vespertiliònids. Viu a Angola, Burundi, el Camerun, Malawi, Moçambic, Somàlia i Uganda. Els seus hàbitats naturals són les sabanes seques i humides, els boscos tropicals humits montans i de plana, i els boscos tropicals secs. Es desconeix si hi ha cap amenaça significativa per a la supervivència d'aquesta espècie.
El seu nom específic, flavescens, significa «groguenc» en llatí i es refereix al color del pelatge d'aquest animal.